# Pietra di Caen

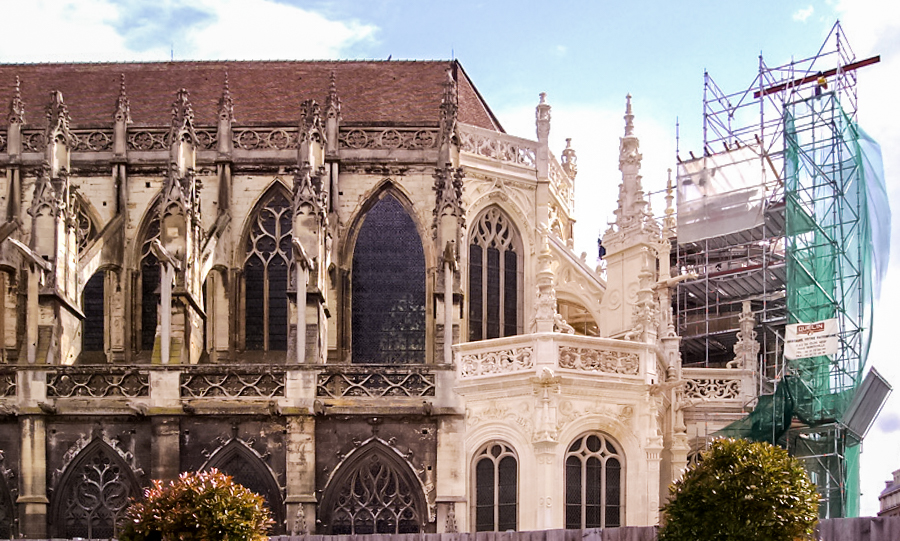
Chiesa di Saint-Pierre, Caen. Il restauro dell'abside ha riportato il colore originale della pietra.

La pietra di Caen (in francese pierre de Caen, nota anche come pietra bionda di Caen) è un calcare giurassico di colore giallo crema chiaro estratto nella Francia nordoccidentale vicino alla città di Caen. Il calcare è un calcare oolitico a grana fine formatosi in lagune di acque poco profonde nell'era Bathoniana intorno a 167 milioni di anni fa. La pietra è omogenea e quindi adatta all'intaglio.

## Utilizzo in edilizia
La pietra fu utilizzata per la prima volta per l'edilizia nel periodo gallo-romano, ricavandola da cave a cielo aperto. La produzione riprese nell'XI secolo. Grazie alla spedizione in Inghilterra, venne utilizzata per costruire la Cattedrale di Canterbury, l'Abbazia di Westminster e la Torre di Londra. L'estrazione mineraria sotterranea si sviluppò nel XIX secolo, ma il commercio della pietra diminuì nel XX secolo, per poi cessare negli anni '60. Gli scavi sono ripresi negli anni '80 e la pietra è stata utilizzata per la costruzione del Memoriale per la pace di Caen. Un decreto del 2004 del consiglio comunale di Caen ha autorizzato l'estrazione annuale di 9000 tonnellate di pietra.

### Esempi rilevanti
- La pietra di Caen fu utilizzata per la costruzione dell'austera chiesa romanica normanna di Saint-Étienne della fine dell'XI secolo, presso l'Abbazia degli uomini (sul lato est di Caen), fondata da Guglielmo il Conquistatore, di cui ospita la tomba
- la pietra venne impiegata per la chiesa romanica normanna della Trinité, presso l'Abbazia delle donne (sul lato ovest della città), fondata dalla moglie di Guglielmo, Matilde di Fiandra, di cui ospita la tomba
- entrambe le abbazie di Caen furono costruite con pietra di Caen in stile romanico normanno, ed entrambe rimasero indenni dai pesanti bombardamenti aerei del luglio 1944 che distrussero gran parte della città, poiché furono utilizzate dalla popolazione locale per ripararsi dai raid aerei[1]
- fu impiegata dai Normanni per la cattedrale e il castello di Norwich, dove fu portata in barca lungo il fiume Wensum. La pietra di Caen è stata ampiamente utilizzata anche nella cattedrale di Canterbury e da Enrico I d'Inghilterra nell'abbazia di Reading. Ottimi esempi di scultura romanica in pietra di Caen si trovano nella collezione del Museo di Reading. Forse l'edificio normanno più famoso in cui fu utilizzato la pietra di Caen è la Torre di Londra.[2]
- continuò ad essere un materiale popolare in Gran Bretagna anche dopo il periodo normanno: ad esempio, è stata utilizzata per parti della torre dell'orologio del XIX secolo nel Palazzo di Westminster (Big Ben)[3]
- le statue del Memoriale dei martiri di Oxford sono scolpite in pietra di Caen[4]
- la pietra di Caen è stata esportata anche negli Stati Uniti, nelle Bermuda, in Canada[5] e recentemente in Arabia Saudita
- lo schermo del nartece sulla parete est del santuario della Old South Church a Boston, Massachusetts, è costruito in pietra di Caen
- è realizzato in pietra di Caen anche l'altare maggiore della chiesa di St. Mary a Dedham, in Massachusetts.[6][7]